# Hruzke, Kirovohrad
Hruşca (în ucraineană Грузьке) este o comună în raionul Kirovohrad, regiunea Kirovohrad, Ucraina, fondata de românii de la est de Bugul de Sud,  formată numai din satul de reședință.

## Demografie
Componența lingvistică a comunei Hruzke
     Ucraineană (78,61%)
     Română (17,92%)
     Rusă (3,4%)
     Alte limbi (0,08%)
Conform recensământului din 2001, majoritatea populației comunei Hruzke era vorbitoare de ucraineană (78,61%), existând în minoritate și vorbitori de română (17,92%) și rusă (3,4%).

## Vezi și
- Românii de la est de Nistru